# Casper: Spirit Dimensions
Pour les articles homonymes, voir Casper.
Casper: Spirit Dimensions est un jeu vidéo d'action-aventure développé par Lucky Chicken Games et édité par TDK Mediactive Inc., sorti en 2001 sur GameCube et PlayStation 2, mettant en scène Casper le gentil fantôme.

## Accueil
- Jeuxvideo.com : 12/20[1]